# SS 433
| SS 433                                        | SS 433                                             |
| künstlerische Darstellung von SS 433          | künstlerische Darstellung von SS 433               |
| --------------------------------------------- | -------------------------------------------------- |
| künstlerische Darstellung von SS 433          |                                                    |
| Position Epoche: J2000.0 Äquinoktium: J2000.0 |                                                    |
| Sternbild                                     | Aquila                                             |
| Rektaszension                                 | 19h 11m 49s,6                                      |
| Deklination                                   | +4° 58′ 57″,6                                      |
| Doppelstern-System                            |                                                    |
| Typ                                           | Massereicher Röntgendoppelstern, Mikroquasar       |
| Entfernung                                    | ca. 16000 Lj                                       |
| Umlaufperiode                                 | 13 d                                               |
| Scheinbare Helligkeit (V-Band)                | ca. 14,2 mag                                       |
| Optische / stellare Komponente                |                                                    |
| Spektralklasse                                | A3 bis A7                                          |
| Masse                                         | 21 M☉                                              |
| Kompakte Komponente                           |                                                    |
| Typ                                           | Schwarzes Loch                                     |
| Masse                                         | 16 M☉ + 3 M☉ (Gasring)                             |
| Geschichte und andere Bezeichnungen           |                                                    |
| Entdeckung                                    | 1976, Ariel V                                      |
| Bezeichnungen                                 | V1343 Aquilae • A1909+04 • 4U 1908+05 • INTREF 969 |

SS 433 ist der astronomische Name eines exotischen Doppelsternensystems im Sternbild Aquila. Es ist der erste bekannte Mikroquasar.
SS 433 wurde 1976 vom Röntgensatelliten Ariel V bei einer Durchmusterung des Himmels nach starken Röntgenquellen entlang der galaktischen Ebene entdeckt. Er war eine von zehn unbekannten Quellen und wurde zuerst unter dem Namen A1909+04 geführt. Nachdem dieser Quelle auch im optischen Bereich ein Objekt (das Zentrum des 16.000 Lichtjahre entfernten bizarren Supernovaüberrests W50) zugeordnet werden konnte, wurde 1977 bei Untersuchungen des Sterns festgestellt, dass sein Spektrum starke H-α-Emissionslinien aufweist. Daraufhin wurde er von den Astronomen C. Bruce Stephenson und Nicholas Sanduleak als Nummer 433 in einen Katalog von solchen Sternen aufgenommen und kam so zu seinem Namen (SS 433).
Weitere Untersuchungen in den folgenden Jahren zeigten, dass der Stern nicht nur Röntgenstrahlung, sondern auch starke und sich schnell ändernde Radiowellen aussendet. Auch im optischen Bereich weist er einige Besonderheiten auf. So verschieben sich seine Emissionslinien mit einer Periode von 164 Tagen beträchtlich, was nur durch sich mit relativistischer Geschwindigkeit bewegendes Gas erklärt werden konnte. Dieses Gas (und damit auch die Emissionslinien) stammt nur indirekt von dem sichtbaren Stern. Es fließt von diesem in eine (den unsichtbaren schweren Begleiter umgebende) Akkretionsscheibe und wird (ähnlich wie bei einem Quasar) durch zwei entgegengesetzte Jets mit 26 % der Lichtgeschwindigkeit fortgeschleudert. Die periodischen Verschiebungen der Emissionslinien stammen von der Präzessionsbewegung der Jets. Das Doppelsternsystem wird deshalb auch als Mikroquasar bezeichnet. Der massereiche Hauptstern gehört der Spektralklasse A3 bis A7 an und füllt sein maximal mögliches Volumen (Roche-Volumen) vollständig aus. Sein Begleiter konnte auf Grund seiner Masse nur ein Neutronenstern oder ein Schwarzes Loch sein, was aufgrund von Unsicherheiten bei der Bestimmung der Masse anfangs nicht klar war.
Neuere Untersuchungen des Spektrums des Sterns und dessen statischen und veränderlichen Anteilen durch die europäische Südsternwarte ESO zeigten, dass das Doppelsternsystem wahrscheinlich von einem Gasring umgeben ist. Weiterhin konnte aus diesen Daten die Gesamtmasse des Systems mit 40 Sonnenmassen bestimmt werden, wodurch aufgrund der Massenverhältnisse selbst mit Abzug von drei Sonnenmassen für die Akkretionsscheibe nur ein Schwarzes Loch als Begleiter des Sterns in Frage kommt, welches diesen in 13 Tagen umkreist. Die gesamte scheinbare Helligkeit des Systems liegt bei 14,2 mag.